# Afriški volk
Afriški volk (znanstveno ime Canis lupaster) je predstavnik družine psov, ki izvira iz Severne in Zahodne Afrike, Sahela, severovzhodne Afrike in Afriškega roga. Na Rdečem seznamu IUCN je naveden kot najmanj ogrožena vrsta. V gorovju Atlas so ga opazili na nadmorski višini do 1800 m. Predvsem je plenilec, ki cilja na nevretenčarje in sesalce, velike kot gazele, čeprav včasih napadejo tudi večje živali. Njegova prehrana vključuje tudi živalska trupla, človeške odpadke in sadje. Afriški volk je monogamna in teritorialna vrsta; potomci ostanejo v družini, da pomagajo pri vzgoji mlajših mladičev svojih staršev.
Prej je bil razvrščen kot afriška različica zlatega šakala (Canis aureus), pri čemer je bila takrat znana vsaj ena podvrsta (C. a. lupaster) razvrščena kot volk. Leta 2015 je serija analiz mitohondrijske DNK in jedrnega genoma te vrste pokazala, da se v resnici razlikuje od zlatega šakala in je tesneje povezan s sivim volkom in kojotom (Canis latrans). Kljub temu je še vedno dovolj blizu zlatemu šakalu za proizvodnjo hibridnih potomcev, kot kažejo genetski testi na šakalih v Izraelu in poskus križanja v ujetništvu v 19. stoletju. Nadaljnje študije so pokazale, da je potomec gensko pomešanega canida 72 % prednikov sivega volka (Canis lupus) in 28 % etiopskega volka (Canis simensis).
V nekaterih afriških kulturah ima pomembno vlogo; v severnoafriški folklori ga obravnavajo kot nezanesljivo žival, katere dele telesa je mogoče uporabiti v medicinske ali ritualne namene, medtem ko je v senegalski religiji Serer zelo cenjen kot prvo bitje, ki ga je ustvaril bog Roog.

## Lokalna in domorodna imena
| Jezikovna skupina ali območje         | Domorodno ime                                                           |
| ------------------------------------- | ----------------------------------------------------------------------- |
| Afar                                  | Wucharia                                                                |
| Amazigh                               | Ouchan asian (for C. l. algirensis) Ouchan akhatar (for C. l. lupaster) |
| Amharic                               | ተረ ቀበሮ (Tera kebero)                                                    |
| Arabic                                | ابن آوى (Ibn awa)                                                       |
| Fula                                  | Sundu                                                                   |
| Hausa                                 | Kyarkeci                                                                |
| Somali                                | Eey                                                                     |
| Songhai                               | Nzongo                                                                  |
| Swahili (standard) Svahili (Tanzania) | Bweha wa mbuga Bweha dhahabu                                            |
| Tigrajščina                           | ቡኳርያ (bukharya)                                                         |
| Wolof                                 | Tili                                                                    |

## Opis
Afriški volk je vmesne velikosti med afriškimi šakali (L. mesomelas in L. adustus) in majhnimi podvrstami sivih volkov[19], pri čemer oba spola tehtata 7–15 kg in stojita 40 cm v višino. Vendar pa obstaja velika geografska razlika v velikosti, pri čemer so osebki zahodne in severne Afrike večji od njihovih vzhodnoafriških bratrancev. Ima razmeroma dolg gobec in ušesa, rep pa razmeroma kratek in meri 20 cm v dolžino. Barva krzna se razlikuje posamezno, sezonsko in geografsko, čeprav je tipična obarvanost rumenkasto do srebrno siva, z rahlo rdečkastimi okončinami in črnimi pikami na repu in ramenih. Žrelo, trebuh in lise na obrazu so običajno bele, oči pa jantarne barve. Samice nosijo dva do štiri pare seskov. Čeprav je na videz podoben zlatemu šakalu (zlasti v vzhodni Afriki), ima afriški volk bolj koničast gobec in ostrejše, močnejše zobe. Ušesa so pri afriškem volku daljša, lobanja pa ima bolj dvignjeno čelo.

## Taksonomija

### Zgodnji zapisi
Aristotel je pisal o volkovih, ki živijo v Egiptu in omenjal, da so bili manjši od grške vrste. Georg Ebers je zapisal, da je volk med svetimi živalmi Egipta, in ga opisal kot »manjšo sorto« volkov od tistih v Evropi in opozoril, kako ime Lykopolis, staroegipčansko mesto, posvečeno Anubisu, pomeni »mesto volka«.
Frédéric Cuvier je leta 1820 prvič prepoznal afriškega volka kot ločeno vrsto od zlatega šakala, ki ga je opisal kot bolj elegantno žival, z bolj melodičnim glasom in manj močnim vonjem. Binomsko ime, ki ga je izbral zanj, je izhajalo iz arkadijske družine Anthus, ki jo je opisal Plinij Starejši v svoji Naravoslovni zgodovini, katere člani so žrebali, da bi postali volkodlaki. Eduard Rüppell je predlagal, da je bila žival prednik egiptovskih hrtov, in jo poimenoval volčji pes, medtem ko jo je Charles Hamilton Smith poimenoval thoa. Leta 1821 je bil izveden tudi poskus hibridizacije obeh vrst v ujetništvu, kar je povzročilo rojstvo petih mladičev, od katerih so trije poginili pred odstavitvijo. Opazili so, da se oba preživela nikoli ne igrata drug z drugim in sta imela popolnoma nasprotne temperamente; eden je podedoval sramežljivost zlatega šakala, drugi pa je bil ljubeč do njegovih človeških ugrabiteljev. Angleški biolog St. George Jackson Mivart je v svojih spisih poudaril razlike med afriškim volkom in zlatim šakalom:
lepo je vprašanje, ali je treba navadnega šakala v Severni Afriki obravnavati kot isto vrsto [kot zlatega šakala]... Vsekakor razlike v obarvanosti med temi oblikami niso niti približno tako velike kot tiste, ki najdemo med različnimi lokalnimi sortami C. lupus. Kljub temu smo nagnjeni ... k temu, da se severnoafriški in indijski šakali razlikujejo ... Razlog, zakaj jih raje začasno razlikujemo je ta, da je razlika med obema oblikama (afriško in indijsko) glede obarvanosti majhna, vendar se zdi, da je zelo konstantna. Od sedemnajstih kož indijske oblike smo našli le eno, ki nima glavne značilnosti glede razlike v odtenku. Ušesa so tudi relativno krajša kot pri severnoafriški obliki. Obstaja pa še en značaj, ki mu pripisujemo večjo težo. Ne glede na to, kako se različne rase volkov razlikujejo po velikosti, nam ni uspelo najti nobenih stalnih značilnih lastnosti v obliki lobanje ali razmerja reženj katerega od zob. Kolikor smo lahko opazili, takšne razlike obstajajo med indijskimi in severnoafriškimi šakali.
Zlasti canidi, prisotni v Egiptu, so bili toliko bolj podobni sivim volkom kot populacije drugod po Afriki, da sta jim Hemprich in Ehrenberg leta 1832 dala binomsko ime Canis lupaster. Podobno je Thomas Henry Huxley, ko je opazil podobnosti med lobanjama lupasterja in indijskih volkov, je žival uvrstil med podvrsto sivega volka. Vendar pa je Ernst Schwarz leta 1926 žival kasneje sinonimiziral z zlatim šakalom.
Leta 1965 je finski paleontolog Björn Kurtén zapisal:
Taksonomija šakalov na Bližnjem vzhodu je še vedno sporna. Na podlagi skeletnega materiala pa je mogoče trditi, da se volčji šakal posebej razlikuje od veliko manjšega zlatega šakala.
Leta 1981 je zoolog Walter Ferguson trdil, da je lupaster podvrsta sivega volka na podlagi meritev lobanje, pri čemer je navedel, da je razvrstitev živali med šakale temeljila izključno na majhni velikosti živali in je bila pred odkritjem C. l. . arabov, ki je po velikosti vmesna med C. l. lupus in lupaster.

### Odkritja 21. stoletja
Nadaljnji dvomi o njegovi sorodnosti z zlatim šakalom v Evraziji so se pojavili decembra 2002, ko so v eritrejski  Danakilski puščavi opazili canida, katerega videz ni ustrezal videzu zlatega šakala ali šestih drugih priznanih vrst tega območja, je pa močno podoben sivemu volku. Območje je bilo prej v veliki meri neraziskano zaradi ostrega podnebja in vpletenosti v eritrejsko vojno za neodvisnost in kasnejšo eritrejsko-etiopsko vojno, čeprav so lokalna plemena Afarov vedeli za žival in jo imenovali wucharia (volk).
Volku podobne lastnosti živali so bile potrjene leta 2011, ko je bilo ugotovljeno, da ima več populacij zlatih šakalov v Egiptu in na Afriškem rogu, razvrščenih kot Canis aureus lupaster , zaporedja mtDNA, ki so bolj podobna tistim, ki jih najdemo pri sivih volkovih, kot zlatih šakalih. Ugotovljeno je bilo, da se te sekvence mtDNA, podobne volku, pojavljajo na 6000 km širokem območju, ki zajema Alžirijo, Mali in Senegal. Poleg tega so vzorčeni afriški osebki pokazali veliko več raznolikosti nukleotidov in haplotipov kot pri indijskih in himalajskih volkovih, kar kaže na večjo populacijo prednikov in dejansko obstoječo populacijo okoli 80.000 samic. Obe študiji sta predlagali prerazvrstitev Canis aureus lupaster v podvrsto sivega volka.
Leta 2015 je temeljitejša primerjalna študija mitohondrijskih in jedrnih genomov na večjem vzorcu volku podobnih afriških canidov iz severne, vzhodne in zahodne Afrike pokazala, da se dejansko vsi razlikujejo od zlatega šakala z genetsko divergenco okoli 6,7 %, , ki je večji kot med sivimi volkovi in kojoti (4%) ter med sivimi volkovi in domačimi psi (0,2%). Poleg tega je študija pokazala, da so bili ti afriškim volkom podobni canidi (preimenovani Canis lupaster ali afriški volkovi) tesneje povezani s sivimi volkovi in kojoti kot z zlatimi šakali, in da je C. l. lupaster zgolj predstavlja poseben fenotip afriškega volka in ne dejanskega sivega volka. Spodnje filogenetsko drevo temelji na jedrskih sekvencah:
Ocenjeno je bilo, da se je afriški volk ločil od klade volk-kojot pred 1,0–1,7 milijona let, v pleistocenu, in zato njegova površinska podobnost z zlatim šakalom (zlasti v vzhodni Afriki, kjer so afriški volkovi po velikosti podobni zlatim šakalom) bi bil primer vzporedne evolucije. Glede na njegov filogenetski položaj in fosilne zapise canidov je verjetno, da se je afriški volk razvil iz večjih prednikov, ki so postajali vse bolj podobni šakalu, ko so naselili Afriko zaradi medvrstne konkurence tako z večjimi kot manjšimi avtohtonimi mesojedimi živalmi. Sledovi DNK afriškega volka so bili identificirani pri zlatih šakalih v Izraelu, ki meji na Egipt, kar kaže na prisotnost hibridne cone. Ugotovitve študije so istega leta potrdili španski, mehiški in maroški znanstveniki, ki so analizirali mtDNK volkov v Maroku, in ugotovili, da se analizirani vzorci razlikujejo od zlatih šakalov in sivih volkov, vendar so v tesnejši povezavi s slednjimi. Študije o sekvencah RAD so odkrile primere hibridizacije afriških volkov z divjimi psi in etiopskimi volkovi.
Leta 2017 so znanstveniki z univerz v Oslu in Helsinkih predlagali, da je binomsko ime C. anthus nomen dubium zaradi dejstva, da se zdi, da Cuvierjev opis holotipa iz leta 1820, samice, zbrane iz Senegala, opisuje progastega šakala in ne dejanskega afriškega volka in se ne ujema z videzom samca, ki ga je opisal Cuvier v svojih poznejših spisih. Ta dvoumnost, skupaj z izginotjem ostankov holotipa, je privedla do tega, da so znanstveniki predlagali, da bi dali prednost Hemprichovemu in Ehrenbergovemu imenu C. lupaster, ker ima tipski primerek podrobnejši in doslednejši opis, njegove ostanke pa je še vedno mogoče pregledati v Museum für Naturkunde. Naslednje leto je večja genetska študija vrst Canis imenovala afriškega volka tudi Canis lupaster.
Leta 2019 je delavnica, ki jo je gostila skupina strokovnjakov za pse IUCN/SSC, priporočila, da je treba, ker je bil primerek, identificiran kot Canis anthus Cuvier, 1820, negotov, da je vrsta znana kot Canis lupaster Hemprich in Ehrenberg, 1832, dokler ne bo mogoče potrditi Canis anthus.

### Mešanica z drugimi vrstamiCanis
Leta 2018 je bilo zaporedje celotnega genoma uporabljeno za primerjavo članov rodu Canis. Študija potrjuje, da se afriški volk razlikuje od zlatega šakala in da je etiopski volk genetsko osnovan za oba. V severozahodni in vzhodni Afriki obstajata dve genetsko različni populaciji afriških volkov. To nakazuje, da so imeli etiopski volkovi – ali bližnji in izumrli sorodniki – nekoč veliko večji obseg v Afriki, da so se mešali z drugimi psi. Obstajajo dokazi o pretoku genov med vzhodno populacijo in etiopskim volkom, kar je privedlo do tega, da se vzhodna populacija razlikuje od severozahodne populacije. Skupni prednik obeh populacij afriških volkov je bil gensko pomešan canid 72 % sivega volka in 28 % etiopskega volka. Obstajajo dokazi o pretoku genov med afriškimi volkovi, zlatimi šakali in sivimi volkovi. En afriški volk z egiptovskega Sinajskega polotoka je pokazal veliko mešanico z bližnjevzhodnimi sivimi volkovi in psi, kar je poudarilo vlogo kopenskega mostu med afriško in drugimi celinami v evoluciji psov. Afriški volkovi tvorijo sestrsko klado bližnjevzhodnim sivim volkom na podlagi mitohondrijske DNK, kojotom in sivim volkom pa na podlagi jedrske DNK.[9]

### Odnos do himalajskega volka
Med letoma 2011 in 2015 sta dve študiji mtDNA ugotovili, da sta bila himalajski volk in indijski volk bližje afriškemu volku kot holarktičnemu sivemu volku. Leta 2017 je študija označevalcev mitohondrijske DNK, markerjev X-kromosoma (materinske linije) in Y-kromosoma (moške linije) pokazala, da je himalajski volk genetsko bazalen za holarktičnega sivega volka. Himalajski volk si deli materino linijo z afriškim volkom in ima edinstveno očetovsko linijo, ki sodi med sivim volkom in afriškim volkom.

### Podvrste
Čeprav je bilo v preteklosti opravljenih več poskusov sinonimizacije številnih predlaganih imen, je zlasti taksonomski položaj zahodnoafriških volkov preveč zmeden, da bi lahko prišli do kakršnega koli natančnega zaključka, saj je zbranega študijskega gradiva malo. Pred letom 1840 je bilo šest od 10 domnevnih zahodnoafriških podvrst poimenovanih ali razvrščenih skoraj v celoti zaradi njihove barve krzna.
Prikaz velike individualne variacije vrste, skupaj s pomanjkanjem vzorcev in pomanjkanjem fizičnih ovir na celini, ki preprečujejo pretok genov, postavlja pod vprašaj veljavnost nekaterih zahodnoafriških oblik. Vendar pa je študija pokazala, da se je genetska divergenca vseh afriških volkov zgodila med 50.000 in 10.500 leti, večina pa se je zgodila med 30.000 in 16.000 leti v času poznega ledeniškega maksimuma (pred 33.000–16.000 leti). V tem obdobju so bile po Sahari zelo suhe razmere. Študija predlaga, da so bili ti volkovi izolirani v zavetiščih in zato izolirani več sto generacij, kar je povzročilo genetsko razhajanje.
| Podvrsta                       | Trinomial authority         | Opis | Razširjenost                                       | Sinonimi |
| ------------------------------ | --------------------------- | --- | -------------------------------------------------- | --- |
| Alžirski volk C. l. algirensis | Wagner, 1841                | Podvrsta temne barve, z repom, označenim s tremi temnimi obroči. Po velikosti je podobna rdeči lisici. | Alžirija, Maroko in Tunizija                       | barbarus (C. E. H. Smith, 1839) grayi (Hilzheimer, 1906) tripolitanus (Wagner, 1841)                               |
| Senegalski volk C. l. anthus   | F. Cuvier, 1820             | Podoben lupasterju, vendar manjši in bolj lahko grajen, z bledim kožuhom in ostrejšim gobcem. | Senegal                                            | senegalensis (C. E. H. Smith, 1839)                                                                                |
| Serengetski volk C. l. bea     | Heller, 1914                | Manjši in svetlejši od severnih oblik | Kenija, severna Tanzanija                          | |
| Egipčanski volk C. l. lupaster | Hemprich in Ehrenberg, 1833 | Velika, močno grajena podvrsta s sorazmerno kratkimi ušesi in fenotipom zelo sivega volka, z višino ramen 40,6 cm in dolžino telesa 127 cm. Zgornji deli so rumenkasto sivi s črnim odtenkom, gobec, ušesa in zunanje površine okončin pa rdečkasto rumene barve. Dlaka okoli ust je bela. | Egipt, Alžirija, Mali, Etiopsko višavje in Senegal | C. aureus lupaster C. lupus lupaster C. lupaster C. sacer (Hemprich and Ehrenberg, 1833)                           |
| Somalijski volk C. l. riparius | Hemprich in Ehrenberg, 1832 | Pritlikava podvrsta, ki meri le 30 cm v višino ramen, je na splošno sivkasto rumene barve, pomešana z le majhnim deležem črne. Gobec in noge so bolj odločno rumeni, spodnji del pa bel.                                                                                                   | Somalija in obala Etiopije in Eritreja             | hagenbecki (Noack, 1897) mengesi (Noack, 1897) somalicus (Lorenz, 1906)                                            |
| Nubijski volk C. l. soudanicus | Thomas, 1903                | Majhna podvrsta, visoka 38 cm na rami in meri 102 cm dolga. Dlaka je na splošno bledo rjava, s črnimi lisami | Sudan in Somalija                                  | doederleini (Hilzheimer, 1906) nubianus (Cabrera, 1921) thooides (Hilzheimer, 1906) variegatus (Cretzschmar, 1826) |

## Vedenje

### Socialno vedenje in razmnoževanje
Družbena organizacija afriškega volka je izjemno fleksibilna in se spreminja glede na razpoložljivost in distribucijo hrane. Osnovna družbena enota je vzrejni par, ki mu sledi njegov trenutni podmladek oziroma potomci iz prejšnjih legel, ki ostanejo kot »pomočniki«. Velike skupine so redke in zabeleženo je, da se pojavljajo le na območjih z obilico človeških odpadkov. Družinski odnosi med afriškimi volkovi so razmeroma mirni v primerjavi z odnosi med podsedliškim šakalom; Čeprav vzrejni par zatre spolno in teritorialno vedenje odraslih mladičev, jih po odraščanju ne odženejo aktivno. Tudi afriški volkovi ležijo skupaj in se negujejo veliko pogosteje kot podsedliški šakali. V Serengetiju pari branijo stalna ozemlja, ki obsegajo 2–4 km2, in bodo zapustili svoja ozemlja samo zato, da bi pili ali so jih pritegnila velika trupla. Par patruljira in označuje svoje ozemlje v tandemu. Tako partnerji kot pomočniki se bodo agresivno odzvali na vsiljivce, čeprav je največja agresija rezervirana za vsiljivce istega spola; člani para si ne pomagajo pri odganjanju vsiljivcev nasprotnega spola.
Obredi dvorjenja afriškega volka so izjemno dolgi, med tem je vzrejni par skoraj nenehno skupaj. Pred parjenjem par patruljira in z vonjem označuje svoje ozemlje. Pred kopulacijo samica iztegne rep in ga nagne tako, da so njene genitalije izpostavljene. Približujeta se drug drugemu, cvilita, dvigujeta repe in ščetine na kožuhu ter kažeta različno intenzivnost ofenzivnega in obrambnega vedenja. Samica voha in oblizuje samčevo spolovilo, medtem ko se samec suka po samici. Lahko obkrožita drug drugega in se kratko borita. Kopulacijska veza traja približno štiri minute. Proti koncu estrusa se par oddalji, pri čemer se samica pogosto približa samcu na sorazmerno bolj podrejen način. V pričakovanju vloge, ki jo bo prevzel pri vzgoji mladičev, samec zavrže ali preda samici vso hrano, ki jo ima. V Serengetiju se mladiči skotijo decembra–januarja in začnejo jesti trdno hrano po enem mesecu. Odstavljanje se začne pri starosti dveh mesecev in konča pri štirih mesecih. Na tej stopnji so mladiči napol neodvisni, hodijo do 50 metrov od brloga in celo spijo na prostem. Njihovo igralno vedenje postaja vse bolj agresivno, pri čemer mladiči tekmujejo za rang, ki se vzpostavi po šestih mesecih. Samica hrani mladiče pogosteje kot samec ali pomočniki, čeprav prisotnost slednjih omogoča, da vzrejni par zapusti brlog in lovi, ne da bi leglo pustil nezaščiteno.
Življenje afriškega volka se osredotoča na domač brlog, ki je običajno sestavljen iz zapuščenega in spremenjenega rova podzemske svinjke ali brloga svinje bradavičarke. Notranja struktura te jame je slabo razumljena, čeprav se domneva, da je sestavljena iz ene osrednje komore z 2–3 evakuacijskimi potmi. Domači brlog je lahko tako na osamljenih območjih ali pa presenetljivo v bližini brlogov drugih plenilcev.

### Sporazumevanje
Afriški volkovi se pogosto negujejo, zlasti med dvorjenjem, med katerim lahko to traja tudi do 30 minut. Med pozdravnimi slovesnostmi opazimo grizenje obraza in vratu. V boju afriški volk svoje nasprotnike udari z boki, ugrizne in strese ramo. Drža te vrste je tipično pasja in ima večjo gibljivost obraza kot podsedliški n progasti šakali, saj lahko izpostavi svoje pasje zobe kot pes.
Besednjak afriškega volka je podoben besednjaku domačega psa, saj je zabeleženih sedem zvokov. Vokalizacije afriškega volka vključujejo zavijanje, lajanje, renčanje, cviljenje in hihotanje. Podvrste je mogoče prepoznati po razlikah v njihovem tuljenju. Eden najpogosteje slišanih zvokov je visok, oster jok, ki so ga tri vrste; dolgo enoglasno neprekinjeno zavijanje, jok, ki se dviga in spušča, in niz kratkih, staccato tuljenja. To zavijanje se uporablja za odganjanje vsiljivcev in privabljanje družinskih članov. Zavijanje v zboru naj bi okrepilo družinske vezi in vzpostavilo ozemeljski status. Primerjalna analiza zavijanja afriškega volka in nekaterih podvrst sivega volka je pokazala, da je zavijanje prvih podobno kot indijskega volka, saj je visoko in relativno kratkotrajno.

### Lov
Afriški volk zaradi njihove hitrosti redko lovi zajce. Samice gazele (pogosto delajo v skupinah po dva ali trije) so izjemne, ko branijo svoje mladiče pred samskimi volkovi, ki so veliko uspešnejši pri lovu na mladiče gazele, ko delajo v parih. Par volkov bo v čredah, visoki travi, grmovju in drugih verjetnih skrivališčih metodično iskal skrite mladiče gazel.
Čeprav je znano, da ubija živali, ki so do trikrat večje od lastne teže, afriški volk cilja na plen sesalcev veliko manj pogosto kot podsedliški šakal na splošno. Ko ujame velik plen, ga afriški volk ne poskuša ubiti; namesto tega raztrga trebuh in poje drobovje. Majhen plen običajno ubije s stresanjem, čeprav kače lahko poje žive s konca repa. Afriški volk pogosto odnese več hrane, kot jo lahko zaužije in shrani presežek, ki se običajno pridobi v 24 urah. Ko išče žuželke, afriški volk obrača kupe gnoja, da bi našel govnače. V sušnih sezonah izkoplje kroglice gnoja, da doseže ličinke v notranjosti. Kobilice in leteče termite ujame v zraku ali tako, da nanje udari, ko so na tleh. Je hudo nestrpen do drugih mrhovinarjev, saj je znano, da prevladuje med jastrebi pri ubijanju – na desetine jastrebov lahko zadrži tako, da jim grozi, jih udarja in napada.

## Ekologija

### Razširjenost in habitat
C. lupaster je široko razširjen v zgornji polovici Afrike in se pojavlja v Senegalu, Burkina Fasu, Kamerunu, Srednjeafriški republiki, Džibutiju, Eritreji, Etiopiji, Gvineji, Maliju, Mavretaniji, Nigru, Somaliji, Južnem Sudanu, Sudanu, Zahodni Sahari, Nigeriji, Čadu, Maroku, Alžiriji, Tuniziji, Libiji, Keniji, Egiptu in Tanzaniji. Fosilne najdbe iz pleistocena kažejo, da območje razširjenosti vrste ni bilo vedno omejeno na Afriko, saj so bili ostanki najdeni v Levantu in Savdovi Arabiji. V Tanzaniji je afriški volk omejen na majhno območje severa med zahodnimi pobočji gore Kilimandžaro in središčem Serengetija. Na slednjem območju se pojavlja večinoma na nižinah s kratko travo, na dnu kraterja Ngorongoro in na ravnicah med kraterjema Olmoti in Empakai, v narodnem parku Serengeti, Loliondu in rezervatu Maswa je razmeroma redek. Vrsta naseljuje tudi območje jezera Natron in zahodni Kilimandžaro. Včasih ga najdemo v severnem delu narodnega parka Aruša in na jugu do regije Manyare. Na območjih, kjer je pogosta, kot so ravnice s kratko travo v narodnem parku Serengeti in kraterju Ngorongoro, se lahko gostota populacije giblje med 0,5 in 1,5 osebka na km2. Na južnih ravnicah narodnega parka Serengeti je bilo od zgodnjih 1970-ih zabeleženo 60-odstotno zmanjšanje populacije, čeprav razlogi niso znani.
Afriški volk naseljuje številne različne habitate; v Alžiriji živi na sredozemskih, obalnih in hribovitih območjih (vključno z ograjenimi kmetijskimi zemljišči, grmičevjem, borovci in hrastovimi gozdovi), medtem ko populacije v Senegalu naseljujejo tropska, polsušna podnebna območja, vključno s sahelskimi savanami. Populacije volkov v Maliju so bile dokumentirane v sušnih sahelskih masivih. V Egiptu afriški volk naseljuje kmetijska območja, puščave, puščavske robove, kamnita območja in pečine. Pri Naserjevem jezeru živi blizu obale jezera. Leta 2012 so bili afriški volkovi fotografirani v maroški provinci Azilal na nadmorski višini 1800 metrov. Očitno se dobro obnese na območjih z visoko gostoto ljudi in nizko populacijo naravnega plena, kot je primer v okrožju Enderta v severni Etiopiji. O tem volku so poročali v zelo suhi puščavi Danakilske depresije na obali Eritreje v vzhodni Afriki.

### Prehrana
V zahodni Afriki se afriški volk večinoma omejuje na majhen plen, kot so zajci, podgane, veverice in trsne podgane. Drugi predmeti plena vključujejo kuščarje, kače in ptice, ki gnezdijo na tleh, kot so frankolini in droplja. Zaužije tudi veliko količino žuželk, vključno z govnači, ličinkami, termiti in kobilicami. Pokončal bo tudi mlade gazele, duikerje in svinje bradavičarke. V vzhodni Afriki uživa nevretenčarje in sadje, čeprav 60 % njegove prehrane sestavljajo glodavci, kuščarji, kače, ptice, zajci in Thomsonove gazele. Med sezono telitve gnujev se bodo afriški volkovi hranili skoraj izključno z njihovimi teleti. V Serengetiju in kraterju Ngorongoro manj kot 20 % njegove prehrane izvira iz mrhovine. V Senegalu, kjer oba C. l. anthus in C. l. lupaster soobstajata, je pri izbiri plena očitna določena stopnja nišne segregacije; za prvega velja, da se hrani predvsem z jagnjeti, medtem ko slednji napada večji plen, kot so ovce, koze in govedo.

### Sovražniki in tekmeci
Afriškemu volku se na splošno uspe izogniti tekmovanju s podsedliškim in progastim šakalom tako, da zasede drugačen habitat (travnike, v nasprotju z zaprtimi in odprtimi gozdovi, ki jih zasedata zadnji dve vrsti) in je bolj aktiven podnevi. Kljub temu je bilo znano, da afriški volk ubija mladiče podsedliških šakalov, vendar je bilo opaženo, da med spori glede trupel v njem prevladujejo odrasli. Pogosto se prehranjuje z afriškimi hijenskimi psi in bo obstal, če ga bodo psi poskušali nadlegovati. Srečanja z etiopskimi volkovi so običajno antagonistična, pri čemer etiopski volkovi prevladujejo nad afriškimi volkovi, če slednji vstopijo na njihovo ozemlje in obratno. Čeprav so afriški volkovi neučinkoviti lovci na glodavce in zato niso neposredna konkurenca etiopskim volkom, je verjetno, da hudo človeško preganjanje prvim preprečuje, da bi dosegli dovolj veliko število, da bi slednje popolnoma izpodrinili. Kljub temu obstaja vsaj en zapis o tem, da je trop afriških volkov posvojil samca etiopskega volka.
Afriški volkovi se bodo hranili skupaj z lisastimi hijenami, čeprav jih bodo preganjali, če se bodo približale preblizu. Lisaste hijene bodo včasih sledile volkom med sezono kotenja gazel, saj so volkovi učinkoviti pri sledenju in lovljenju mladih živali. Hijene ne jedo volčjega mesa zlahka; štiri hijene naj bi zaužile enega v pol ure. Na splošno se živali običajno ignorirata, ko ni ogrožena nobena hrana ali mladiči. Volkovi se bodo soočili s hijeno, ki se preblizu približuje njihovim brlogom, tako da izmenično grizejo hijenine skočne sklepe, dokler se ta ne umakne.
Znano je, da afriški volkovi v Serengetiju prenašajo pasji parvovirus, pasji herpesvirus, pasji koronavirus in pasji adenovirus. 

## V literaturi in umetnosti
Volk je bil vzor številnih staroegipčanskih božanstev, vključno z Anubisom, Vepvavetom in Duamutefom. Po Diodoru Sicilskem je bilo egiptovsko mesto Likopolis poimenovano v čast tropu volkov, ki je odgnal etiopsko invazijo. Arabska egipčanska legenda pravi, da lahko volk povzroči, da kokoši omedlijo od strahu, tako da preprosto gredo pod njihova zatočišča, in povezuje njegove dele telesa z različnimi oblikami ljudske magije: domneva se, da če v hišo položi volčji jezik, se prebivalci prepirajo in njegovo meso naj bi bilo koristno pri zdravljenju norosti in epilepsije. Njegovo srce naj bi ščitilo nosilca pred napadi divjih živali, medtem ko lahko njegovo oko ščiti pred zlim očesom.
Čeprav v islamskih zakonih o prehrani velja za haram (prepovedan), je volk pomemben v maroški ljudski medicini. Edvard Westermarck je pisal o več zdravilih, pridobljenih iz volka v Maroku, vključno z uporabo njegove maščobe kot losjona, uživanjem njegovega mesa za zdravljenje bolezni dihal in sežiganjem črevesja v obredih zaplinjevanja, ki naj bi povečali plodnost poročenih parov. Volčji žolčnik naj bi imel različne namene, vključno z zdravljenjem spolne impotence in služil kot čar za ženske, ki se želijo ločiti od svojih mož. Westermarck pa je opozoril, da je volk povezan tudi z bolj zlobnimi lastnostmi: govorilo se je, da bo otrok, ki je pred puberteto jedel volčje meso, za vedno preklet zaradi nesreče in da se ga pisarji in svetniki vzdržijo uživanja tudi na območjih, kjer je je družbeno sprejemljiv, saj bi s tem postali njihovi čari neuporabni.
Afriški volk ni pogost v neolitski skalni umetnosti, čeprav se občasno pojavlja; dokončna upodobitev je prikazana v jami Kef Messiouer v alžirski provinci Tébessa, kjer je prikazano, kako se hrani s truplom divjega prašiča ob levji samici. Ima vlogo v berberski mitologiji, zlasti v mitologiji Ait Seghrouchen iz Maroka, kjer ima v ljudskih pravljicah podobno vlogo kot rdeča lisica v srednjeveških evropskih bajkah, čeprav je pogosto žrtev bolj zvitega ježa.
Afriški volk igra pomembno vlogo v mitu o ustvarjanju religije Serer, kjer se nanj gleda kot na prvo živo bitje, ki ga je ustvaril Roog, vrhovni bog in stvarnik. Z enega vidika ga lahko gledamo kot potapljača na Zemljo, ki ga je na Zemljo poslal Roog, v drugem pa kot padlega preroka zaradi neupoštevanja božanskih zakonov. Volk je bil prvo inteligentno bitje na Zemlji in verjame se, da bo ostal na Zemlji, potem ko se bodo ljudje vrnili k božanskemu. Sererci verjamejo, da ne le vnaprej ve, kdo bo umrl, ampak vnaprej zasledi sledi tistih, ki bodo šli na pogreb. Gibanje volka se skrbno opazuje, saj se žival obravnava kot videc, ki je prišel iz transcendence in vzdržuje povezave z njo. Čeprav verjamejo, da ga druge živali zavračajo v grmovju in mu prikrajšajo prvotno inteligenco, je še vedno spoštovan, ker se je upal upreti vrhovnemu bitju, ki ga še vedno ohranja pri življenju.